# Phaonia pterospila
Phaonia pterospila är en tvåvingeart som beskrevs av Stein 1918. Phaonia pterospila ingår i släktet Phaonia och familjen husflugor. Inga underarter finns listade i Catalogue of Life.